# 新怀德酒
新怀德酒是吉林公主岭市出产的一种白酒，源于康乾年间创立的“泰和城” ，至光绪初年就于享誉当地；20世纪初南满铁路公主岭建站后几番易名，第二次国共内战后被当局国有化，後入选中国驰名商标。新怀德酒乃以高粱为主料，经筛选、粉碎、加清蒸稻皮润料、蒸馏糊化、入窖回醅、降温排酸、加酵母和酒曲、糖化发酵、起窖蒸馏、摘头去尾、入轿发酵、多次回醅、酒海贮存、多次过滤等酿造工艺酿成的浓香型白酒和兼香型白酒。